# カノックス
株式会社カノックス（英称：KANOX）は、かつて存在した制作プロダクションである。

## 沿革
TBSに所属していた久世光彦が独立して設立した。久世演出のドラマのほか、『料理バンザイ!』（テレビ朝日）を製作していたが、同番組がスポンサーの雪印グループの相次ぐ不祥事から2002年3月限りで打ち切りとなったこともあって売り上げが大幅に減少し、2004年3月に民事再生法の適用を申請した。さらに2006年3月には久世が死去して以降はほとんどの番組制作を休止し、TBSチャンネルや地方局などでの再放送の放映料による収入などの地道な営業活動と経営を行ってきたが、2010年6月30日付で業務終了となった。
それに先立って同年5月27日に関連会社2社が解散し、同日には関係者および過去の番組出演者やスタッフによる「お別れ会」が行われた。

## 会社概要

### 役員
- 代表取締役社長：市川昭雄
- 取締役：寺田光孝
- 取締役：高橋利明
- 監査役：飯島雅宏

## 所属していたスタッフ
プロデューサー
- 雨笠明男
- 水口みゆき
- 太田登
- 三浦寛二(⇒株式会社ヒロックスエンターテインメント取締役)
- 三宅川敬輔（⇒イースト⇒、現：株式会社オー・エル・エム）
- 日留川雄二
- 小泉守
- 千葉行利（⇒現：株式会社ケイファクトリー）
- 佐藤将之
- 澁谷利秀（⇒現：株式会社クリエーターカノックス）]

演出
- 久世光彦（2006年3月死去）
- 久保木の実
- 高野正雄
- 澤本均（⇒現：株式会社スローハンド・代表取締役社長）
- 高橋史典（⇒The icon⇒ケイファクトリー⇒現：株式会社ガルバンゾ）
- 小野鉄二郎（⇒現：株式会社テレパック）
- 猪原達三（⇒現：フリー）
- 亀井誠治
- 押切紀夫
- 国本雅広（⇒現：株式会社ケイファクトリー）
- 竹村謙太郎（⇒株式会社ドリマックス・テレビジョン⇒現：株式会社TBSスパークル・エンタテインメント本部ドラマ映画部）
- 瀧川治水（⇒現：テレビ東京プロデューサー）

ディレクター
- 中井洋次
- かながわIQ
- 岡田倫太郎
- 大塚英二

## 主な制作番組
（特記以外はTBS系で放送）

### バラエティ
- 「料理バンザイ!」（テレビ朝日）
- 「今宵はKANKURO」（毎日放送）
- 「東京ウォーキングマップ」
- 「Mr.マリック魔法の時間」（テレビ東京）

### ドラマ

#### 連続ドラマ
- 「真夜中のヒーロー」（1980年/日本テレビ）
- 「虹子の冒険」（1980年/テレビ朝日）
- 水曜劇場「人間万事塞翁が丙午」（1982年）
- 「刑事ヨロシク」（1982年）
- 「ちょっと噂の女たち」（1982年/毎日放送）
- 「ビートたけしの学問ノススメ」（1984年）
- 「花嫁人形は眠らない」（1986年）
- 「時間ですよ ふたたび」（1987年）
- 「風呂上がりの夜空に」（1987年/テレビ朝日）
- 「荒野のテレビマン」（1987年/フジテレビ）
- 「時間ですよ たびたび」（1988年）
- 「男たちの激突!」（1988年/フジテレビ）
- 「金太十番勝負!」（1988年/フジテレビ）
- 「キツイ奴ら」（1989年）
- 「明日はアタシの風が吹く」（1989年/日本テレビ）
- 愛の劇場「小春の春」（1989年）
- 「アイラブユーからはじめよう」（1989年）
- 「時間ですよ 平成元年」（1989年）
- 「LUCKY・天使、都へ行く」（1989年/フジテレビ）
- 「世にも奇妙な物語」5本分（1990〜92年/フジテレビ）
- 「なんだらまんだら」（1991年/フジテレビ）
- 「さくらももこランド・谷口六三商店」（1993年）
- 「お玉・幸造夫婦です」（1994年/読売テレビ）
- 日曜劇場「メロディ」（1997年）
- 日曜劇場「ヤマダ一家の辛抱」（1999年）
- 愛の劇場「銀座まんまんなか!」（2003年）
- ドラマ30「ママ!アイラブユー」（2005年/中部日本放送）

#### 単発ドラマ
- 源氏物語（脚本・向田邦子）（1980年/TBS）
- 向田邦子新春ドラマ「春が來た」（1982年/テレビ朝日）
- ザ・サスペンス「肉体の処刑」（1982年）
- ザ・サスペンス「みだらな女神たち」（1983年）
- ザ・サスペンス「生きていた男」（1984年）
- 向田邦子新春スペシャル「眠る盃」（1985年）
- 向田邦子新春スペシャル「夜中の薔薇」（1985年）
- 向田邦子新春スペシャル「冬の家族」（1985年）
- 「危険なふたり」（1985年）
- 月曜ドラマランド「おとぼけ駅員 キップくん」（1985年,1986年/フジテレビ）
- 月曜ドラマランド「藤子不二雄の赤毛のアン子」（1986年/フジテレビ）
- 月曜ドラマランド「藤子不二雄の夢カメラ」（1986年,1987年/フジテレビ）
- 月曜ドラマランド「有閑倶楽部」（1986年/フジテレビ）
- 向田邦子新春スペシャル「麗子の足」（1987年）
- 月曜ドラマランド「ガクエン情報部H.I.P.」（1987年/フジテレビ）
- 南野陽子のおかしなおかしな大脱走（1988年）
- ドラマチック22「めざせ!イカ天 ロックンOL物語」（1990年）
- 金曜ドラマシアター「怪談 KWAIDAN」（1992年/フジテレビ）
- 金曜エンタテイメント「怪談 KWAIDAN II」（1993年/フジテレビ）
- 金曜エンタテイメント「怪談 KWAIDAN III 牡丹燈籠」（1994年/フジテレビ）
- 「なんじゃもんじゃの木の下で」（1997年/名古屋テレビ）
- 土曜プレミアム「東京タワー 〜オカンとボクと、時々、オトン〜」（2006年/フジテレビ）
- 土曜ワイド劇場「殺人銀行」（2001年/テレビ朝日）[1]
- 土曜ワイド劇場「女刑事ふたり」（2002年,2008年/テレビ朝日）